# Karl Staaffs park

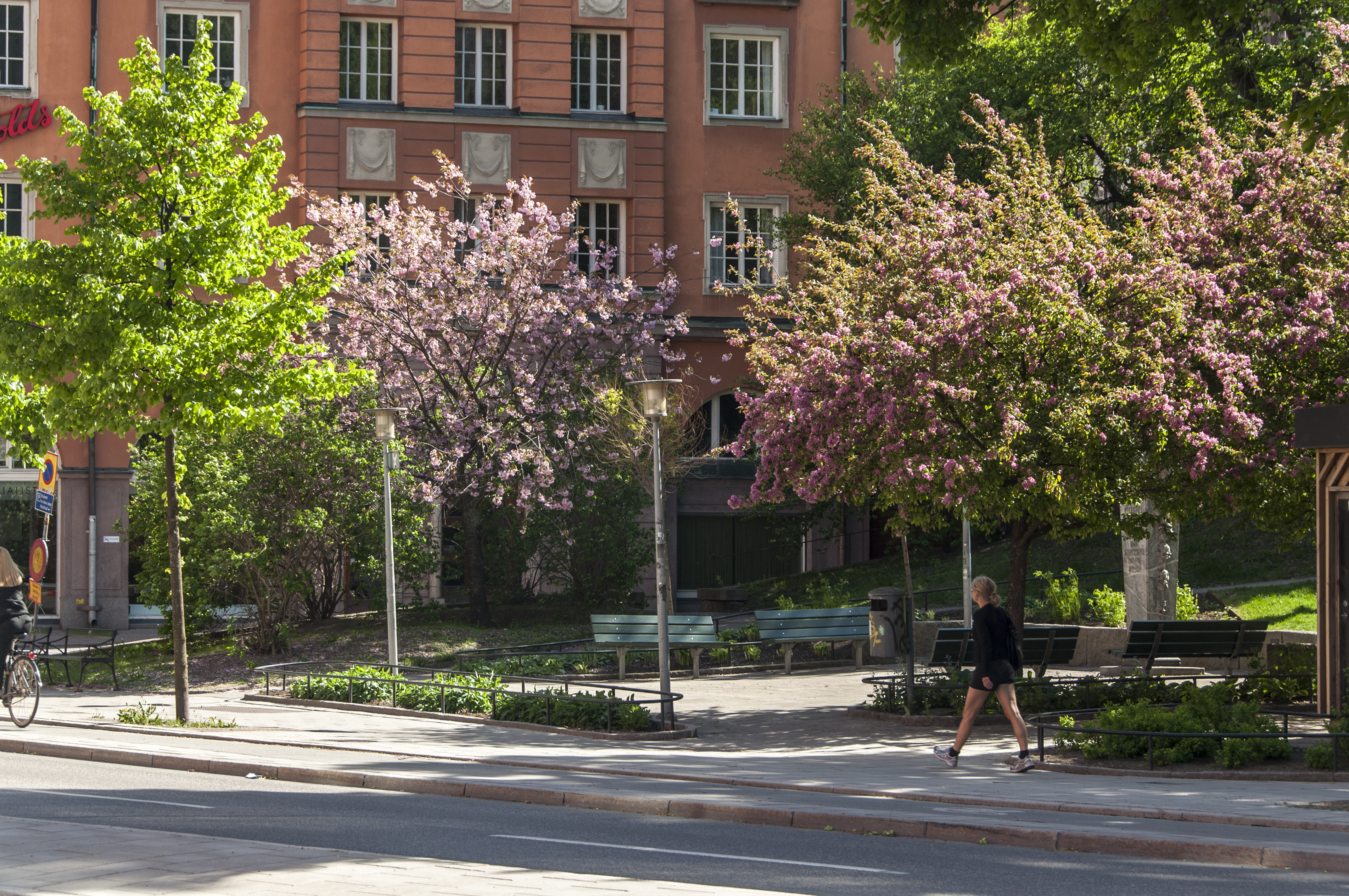
Karl Staaffs park.

Karl Staaffs park är en park på Norrmalm i centrala Stockholm belägen vid korsningen Birger Jarlsgatan och Regeringsgatan. Platsen där torget och Eriksbergsplan på andra sidan Birger Jarlsgatan ligger var tidigare känt som Träsktorget där skampålen för offentliga bestraffningar en tid var placerad.

Den lilla parken hade ursprungligen (från 1925) namnet Spårvägsparken efter en på platsen belägen avlösningskiosk för spårvagnspersonal och AB Stockholms Spårvägars huvudkontor i närheten. En mindre byggnad ritad av Nils Cronholm inrymde från 1912 John A. Bergendahls biograf Birger Jarl (senare Bristol).
På 1940-talet uppsattes en porträttbyst av Sveriges f.d. statsminister Karl Staaff, vilket föranledde byte till det nuvarande namnet år 1980. Granitbysten som utförts av Carl Eldh 1921 stod ursprungligen i en plantering på Sveavägen utanför Adolf Fredriks kyrka men flyttades vid gatans omdaning.
Våren 2013 fattades beslutet att parken skall bebyggas med bostäder, då Stockholms stad sålde en markanvisning för 171 miljoner kronor.
Markanvisningen drogs dock tillbaka 2015, varför staden därefter anser att parken ska finnas kvar.

## Bilder

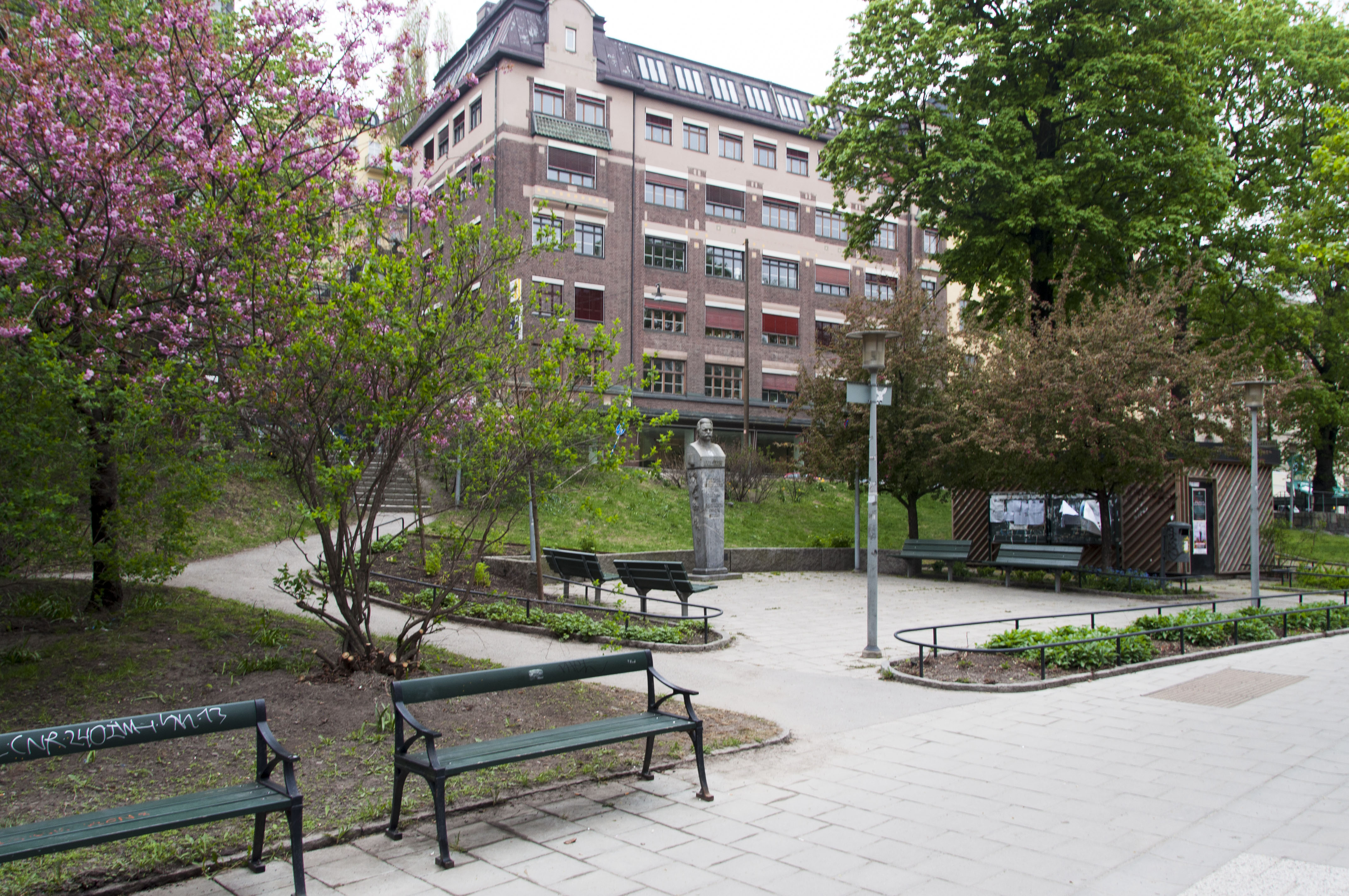
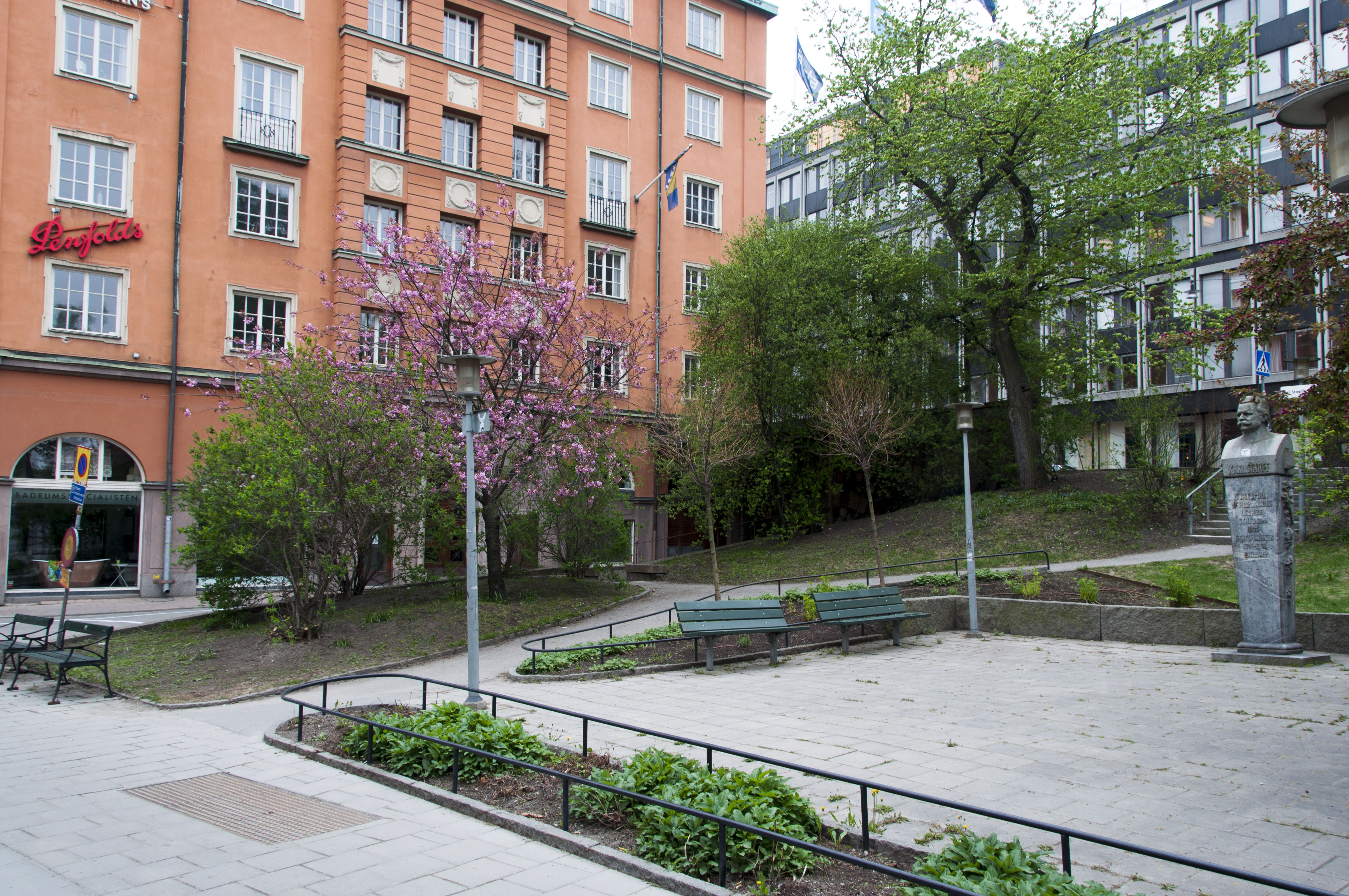
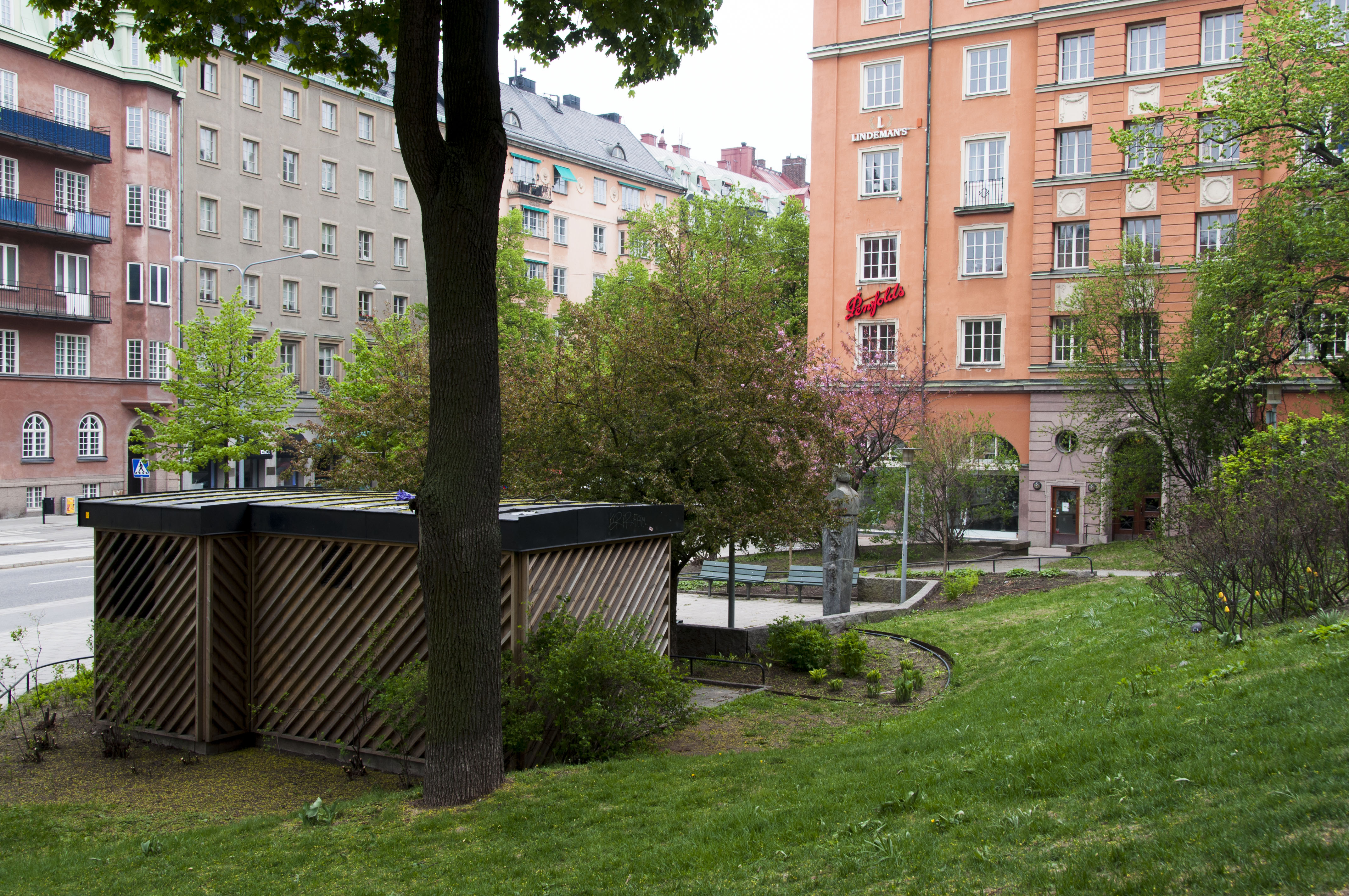
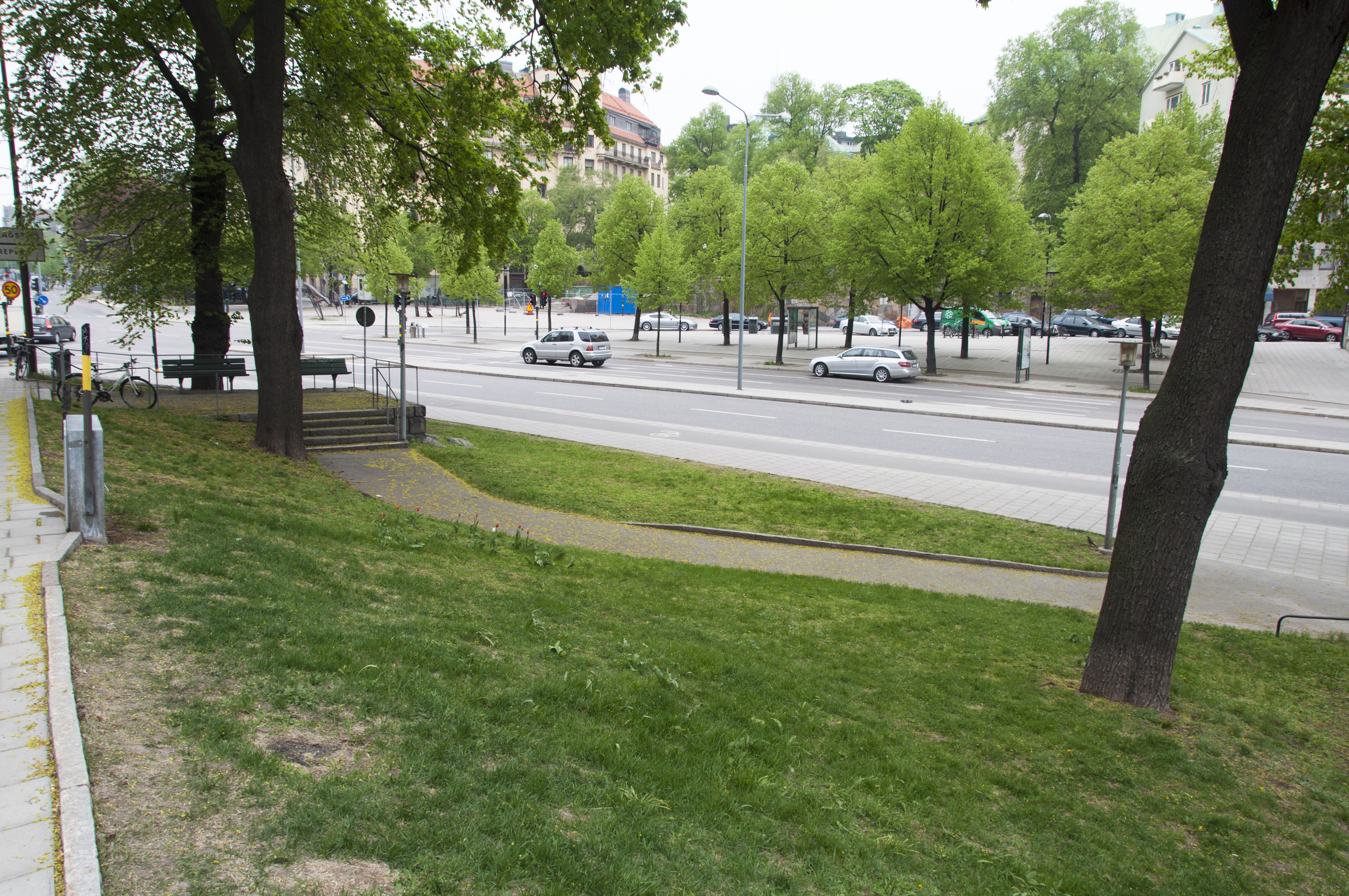